# Леруа-Больё, Анатоль
Анри́ Жан Бати́ст Анато́ль Леруа́-Больё (12 февраля 1842, Лизьё — 15 июня 1912, Париж; фр. Henri Jean Baptiste Anatole Leroy-Beaulieu) — французский историк, писатель и публицист, специалист по истории России.
Автор исторических и политических трудов, посвящённых России и социальным проблемам, во многом изменившие традиционный взгляд французской общественности на Россию в 1880-х годах. Старший брат экономиста Пьера Поля Леруа-Больё.

## Биография
Родился 12 февраля 1842 года в Лизьё в семье адвоката и политика Пьера Леруа-Больё и Лоуренс де Сент-Шапель.
В 1880—1910 годах — профессор современной истории и востоковедения и в 1906—1912 года — директор Вольной школы политических наук, сменил на этом посту умершего Альбера Сореля.
В 1887 году избран членом Академии моральных и политических наук.
В 1893 году стал кандидатом в члены Французской академии.
По состоянию на 1901 год являлся последним из трёх президентов Национальной лиги против атеизма.

## Научная деятельность
В 1866 году выпустил исторический роман «Труппа комедиантов» (фр. Une troupe de comediens) об итальянском Рисорджименто, что пробудило у него интерес к историко-политическим исследованиям.
В 1875 году выпустил работу «Очерк о реставрации наших исторических памятников с точки зрения искусства и бюджета» (фр. Essai sur la restoration de nos monuments historiques devant l'art et devant le budget), где особое внимание уделил собору Нотр-Дам в Эврё.
В 1872—1881 году четыре раза путешествовал по России, в том числе для сбора исторических документов о политическом и экономическом укладе славянских народов, что нашло отражение в ряде статей в журнале Revue des Deux Mondes и основанной на них трёхтомной монографии «Империя царей и русские» (фр. L’Empire des Tsars et les Russes), впервые изданной в Париже в 1881—1889 годах и затем выдержавшей ещё три издания, последнее из которых вышло в 1897—1898 годах. Энциклопедический словарь Брокгауза и Ефрона отмечал, что это «было всестороннее исследование о современном государственном и общественном строе России, наиболее обстоятельное в западноевропейской литературе», а сам «автор относится к России с уважением, и даже неблагоприятные отзывы его отличаются сдержанностью». Историк С. Г. Лозинский отметил в «Еврейской энциклопедии Брокгауза и Ефрона»: «Умеренный по своим политическим воззрениям, а в особенности осторожный в выражениях и словах, тем более, что дело шло об иностранном государстве, Леруа-Больё, однако, вполне определённо высказался в отрицательном смысле по вопросу об исключительном законодательстве о русских евреях и с не меньшей решительностью опроверг ходячие в известных кругах представления о евреях как о лицах, не заслуживающих быть уравненными в правах с прочим русским населением». В качестве дополнения к этому труду была написана работа «Русский государственный деятель. Этюд о России и Польше в царствование Александра II» (фр. Un homme d’état russe. Etude sur la Russie et la Pologne pendant le règne d’Alexandre II, изданная в Париже в 1884 году, которую Леруа-Больё посвятил Н. А. Милютину, чьей неизданной корреспонденцией пользовал при написании, наряду с корреспонденцией других лиц.
В работе «Император, король, папа, реставрация» (фр. Un empereur, un roi, un pape, une restauration), вышедшей в 1879 году и посвящённой правлению Наполеона III, Виктора Эммануила II и папы Пия IX, проанализировал и критиковал политику времён Второй империи. Историк Жорж Гойо назвал работу «очень важной для истории второй Французской империи».
В работе «Евреи и антисемитизм, Израиль среди народов» (фр. Les Juifs et l’antisémitisme, Israel chez les nations), вышедшей в Париже в 1893 году, а спустя год переведённой на русский язык и изданной в Санкт-Петербурге. Как отмечал Энциклопедический словарь Брокгауза и Ефрона, «не выступая безусловным защитником евреев, Л.-Больё решительно высказывается против племенной и религиозной вражды, какими бы мотивами она ни прикрывалась». В свою очередь Лозинский отметил, что в основу книги лёг ряд статей на которые наложил отпечаток «взрыв антисемитизма в Германии и отголоски его во Франции», которые побудили Леруа-Больё «специально заняться вопросом об антисемитизме», указав, что «ещё до всестороннего изучения антисемитизма Леруа-Больё питал к нему какое-то инстинктивное недоверие, переходившее в отвращение, потому что, как христианин, он полагал, что нет ничего более несогласного с христианством, как расовая ненависть и дух неприязни, а как француз, он чувствовал, что Франция должна оставаться верной традиционным принципам справедливости и свободы». Лозинский подчёркивал, что «опровергая религиозный антисемитизм, Леруа-Больё допускает, что в Талмуде встречаются враждебные выражения по адресу нееврея, но, заявляет он: „мы не имеем права заклеймить чело еврея тем или другим талмудическим правилом; это было бы столь же справедливо, сколь, например, заклеймить католиков за то, что не удаляли с паперти своих церквей эшафоты аутодафе, или навеки привязать кальвиниста к столбу того костра, на котором был сожжён Сервэ“». В качестве подтверждения того, что «столь же несправедливо упрекать евреев в том, что они подрывают основы христианской цивилизации, христианского общества», Лозинский приводит следующие слова Леруа-Больё: «Вольтер и Дидро немало удивились бы, если бы им объявили, что они были лишь предтечами или бессознательными выразителями мнений евреев». Лозинский считает, что «в эпоху возникновения революционного движения XVIII века силуэт еврея почти совершенно исчезает, между тем, тогда именно был нанесён смертельный удар тому строю, который антисемиты называют христианским», указывая на ироничный вопрос Леруа-Больё: «Неужели Д’Аламбер, Дидро, энциклопедисты, состояли учениками какой-нибудь талмуд-торы?». Лозинский считает, что «упрёк в революционности столь же неоснователен», поскольку Леруа-Больё писал: «на свете, быть может, не найдётся ничего более консервативного, чем еврей-талмудист, и Израиль имеет основание нам заявить, что никто из его врагов не был для него так опасен, как наше современное общество, обращающееся к нему с благосклонной улыбкой: наши „арийские“ науки решительно подкапываются под старинные еврейские нравы и обычаи. Скептицизм, материализм, нигилизм не только не являются продуктами иудейства, но, напротив, являются у евреев, заражённых ими, свидетельством сближения их с нами». Лозинский отмечает, что «подробно останавливаясь на всевозможных обвинениях евреев, Леруа-Больё раскрывает сущность этих обвинений и доказывает их неосновательность».
По мнению Лозинского «труднее всего представляется ему опровергнуть экономический антисемитизм», поскольку «поверхностному наблюдателю мало доступно понимание финансовых вопросов, роли капитала, биржи, спекуляции и т. д.». В связи с этим Леруа-Больё «посвящает вопросу о значений денег и биржи в современном обществе особую книгу „Власть денег“, где раскрывается действие законов капиталистического общества, при которых роль евреев очень ничтожна». Леруа Больё в ходе исследования приходит к выводу, что антисемитизм в своё время мог бросить вызов излишнему преклонению перед капиталом, которое бытует в современном общества, однако этого не случилось из-за ошибочного отождествления причин и истоков зла с внешним миром, а не с тем, что внутри человека.
Лозинский указывает, что «со своими выводами Леруа-Больё знакомил на публичных собраниях нередко и антисемитов, которые прозвали его „адвокатом-дьяволом“, хотя по существу своему Леруа-Больё менее всего может быть назван адвокатом: он постоянно рассматривал антисемитизм лишь как историк и социолог, делая нередко и некоторые уступки антисемитам». Он также отмечает, что речь Леруа-Больё «в Католическом институте в Париже, вышедшая в 1897 году под названием „L’Antisémitisme“ (русск. перев. „Об антисемитизме“, 1898, изд. Шермана в Одессе), подверглась за свою чрезмерную уступчивость резкой критике со стороны Теодора Герцля».
В работе «Доктрины ненависти: антисемитизм, антипротестантизм, антиклерикализм» (фр. Les doctrines de la haine: l’antisémitisme, l’antiprotestantisme et l’anticléricalisme), вышедшей в 1902 году выступает с одинаковой критикой всех трёх перечисленных антирелигиозных движений, рассматривая их как проявление духа противостоящего свободе и оказавшего в современном обществе значительное влияние на могущественные слои. Лозинский считает, что «самая агитация Леруа-Больё против антисемитизма и объясняется тем, что он видит в нём одно из опаснейших нарушений принципов либерализма, приверженцем которого является Леруа-Больё», приводя в подтверждение следующее высказывание французского историка: «Желая во всём соблюдать интересы общества и французского народа, я должен констатировать, что антисемитизм стремится превратиться в социализм sui generis, социализм правой, если вам угодно, в социализм, скрытый под туманными христианскими формулами, но носящий только маску христианства и работающий бессознательно в пользу атеистического и революционного социализма».
В 1904 году Леруа-Больё читал лекции в университетах США, а еврейская община Нью-Йорка выразила ему благодарность в торжественной обстановке.

## Оценки творчества
Швейцарский политический комментатор Ги Меттан высказал мнение, что после поражения Франции во Франко-прусской войне и проследовавших за этим отречением от престола Наполеона III и объединением Германии, руководство Третьей республики беспокоила как изоляция страны, так и растущая мощь Германии. В связи с этим «начались поиски новых союзников», причём подобного рода «перемена курса особенно заметна на примере крупных славянофилов и экспертов по России, в частности самых известных из них, братьев Поля и Анатоля Леруа-Больё», поскольку «оба бывали в России и хорошо знали её культуру», и в итоге четырёхтомная «Царская империя и русские», ставшая основной работой Анатоля Леруа-Больё и переведённая на многие языки, «не утратила актуальности и по сей день».
При этом Меттан отметил, что «став на словах другом России, Леруа-Больё, тем не менее, использует привычные русофобские клише: „азиатский деспотизм“, „неполноценность“, „невежество“, „фанатизм“, „искусственное подражание западной цивилизации“, „двойственная натура“, „ненормальность“», а также «называет Россию „страной пробелов“, которой многого не хватает, чтобы по праву принадлежать к западной цивилизации».

В качестве примера Меттан приводит следующий текст из книги «Царская империя и русские»: 
 История России отличается от истории других европейских государств в первую очередь тем, чего ей не хватает, а не тем, чем она обладает; каждому пробелу в прошлом соответствует пробел в настоящем, который время не может заполнить — пробел в культуре, обществе, а также в самом русском духе.
Эта пустота в истории страны, отсутствие традиций и национальных институтов у народа, который пока ещё не понял, как приспособить чужие, кажется мне одной из тайных причин негативного образа мышления русского интеллигента, одним из скрытых источников нигилизма в морали и политике. <…> Русская история в сравнении с историями западных народов представляется абсолютно негативной.
Меттан далее указывает, что «несмотря на свою декларируемую прорусскую позицию, Анатоль Леруа-Больё активно эксплуатирует стереотипы, рождённые в ходе либеральных антирусских дискуссий XIX века», поскольку «он утверждает, что Россия отличается от прочих стран отсутствием феодализма, который принёс понятие права, рыцарство (понятие чести), независимых институтов, таких как Церковь (необходимая для смягчения власти государства), гражданского общества и общественных объединений, среднего класса, личной инициативы и прочее» и считает, что «по его мнению, России можно симпатизировать, но это не сделает её менее отсталой». Отсюда Меттан делает вывод, что «в этом смысле автор выступает как настоящий представитель европейского прогресса и американской демократии, что неудивительно в разгар колониальной экспансии», добавив, что «в книге Элизе Реклю „Гегемония Европы“, опубликованной в 1894 году, автор приветствует всемирную европеизацию и тот факт, что Запад цивилизует Восток и остальную часть мира».
Также Меттан ссылается на историка Эсекьеля Адамовского, который «искусно демонстрирует сходство работ „Демократия в Америке“ Токвиля и „Царская империя и русские“ Леруа-Больё с помощью великолепной сравнительной таблицы», поскольку «главы двух книг во многом дублируют друг друга, несмотря на различные взгляды авторов, причём Россия постоянно противопоставляется Америке». Причём «это магистральное противопоставление наблюдается с первых страниц, посвящённых у обоих авторов физической географии изучаемых стран». Так «в описании Токвиля климат США разнообразен, география способствует развитию промышленности, а торговля расцвела благодаря усилиям европейских иммигрантов», в то время как Россия «согласно Леруа-Больё, обладает компактной и однородной территорией, которая кардинально отличается от европейской и потому не приспособлена для заселения её иммигрантами, а местный климат способствует лишь индивидуальной пассивности». Меттан подчёркивает, что «остальное выдержано в том же духе», поскольку «третья глава книги Леруа-Больё посвящена социальному англо-американскому государству, населённому равноправными, независимыми и образованными индивидами-собственниками, в то время как социальная иерархия России демонстрирует пропасть между классами, подавление крестьян деспотизмом и бюрократией, а также коллективную собственность и отсутствие личной инициативы», в то время как «власть народа, демократия и ненасильственное соперничество партий в США Леруа-Больё противопоставляет развитию революционного духа, нигилизму, терроризму и риску революционных событий в России, на протяжении всей книги неоднократно цитируя Токвиля».
Меттан указывает, что «Леруа-Больё творит в переломный для русско-французских отношений период», когда итогом «нового курса на сближение двух стран стало заключение в 1892—1894 годах нескольких соглашений, закрепивших франко-русский союз. В 1907 году две державы объединяются с Великобританией, после многих лет вражды, для создания Антанты — противовеса новому общему сопернику, Германии, и её союзнику, Австрии», поэтому «повторяя антирусские стереотипы, Леруа-Больё должен теперь учитывать новый контекст» и по этой причине «родился искусный синтез противоположных положений», где «прекрасно уживаются и буржуазная демократия, сторонником которой является Токвиль, и царский „деспотизм“, и даже российский уравнительный коммунизм». При этом Леруа-Больё «не подвергает опасности новый союз, уходя от полемики с ярой русофобией французских и английских интеллектуалов, разгоревшейся с 1820 года и особенно во время Крымской войны 1850-х годов» и ему «удалось натурализовать либеральную критику России в академическом мире и наделить её моральным и научным авторитетом, который доживет в европейских и американских университетских кругах до наших дней». Меттан указывает, что «это стало возможным благодаря тщательной работе Леруа-Больё со словом и академическому чутью в отношении нюансов, которые маскируют критические рассуждения и делают их более приемлемыми» и «вклад учёного в развитие антирусской либеральной дискуссии невозможно переоценить», поскольку «в его представлении Россия — отсталая и деспотичная страна, которая полна недостатков, но может измениться под влиянием благотворных западных ценностей — технологии, промышленного прогресса, иностранных инвестиций, развития капитализма, — которые принесут ей собственные институты, право, законы и оригинальную политическую систему».
Также Меттан отметил, что «Россия, безусловно, не является tabula rasa, как считал Лейбниц, но пробелы в её развитии, по мнению Леруа-Больё, можно заполнить преимуществами западной цивилизации», поскольку «великий бельгийский либеральный экономист Густав де Молинари, враждебный к любому государственному вмешательству, уже подверг критике недостаточность реформ и поддержку государственного социализма, а также отсутствие подлинной частной собственности и слабость буржуазии в России», то «Леруа-Больё возобновит этот анализ, но с противоположной точки зрения, и выскажет мысль о том, что подобное отставание свидетельствует об огромном потенциале России», добавив, что «её отсталость больше не является неизлечимым недугом, это лишь недостаток, который необходимо исправить», «а реформы Витте и массовый приток французского и английского капитала уже начали оказывать своё магическое действие, и ничто не помешает России стать союзником Франции и Великобритании».

## Семья
20 июля 1870 года женился на Антуанетте Дайи, дочери банкира Адольфа Дайи и Аделаиды Фрошо (внучки графа Николя Фрошо). Пасынок — агроном и политик Жан Тюро-Данжен.

## Научные труды

### Монографии
- Cathédrale d’Évreux. La restauration de nos monuments historiques devant l’art et devant le budget. — Paris: Piccard, 1875.
- Christianisme et démocratie, christianisme et socialisme. — Paris: Bloud, 1905.
- Collectiviste et anarchiste : dialogue sur le socialisme et l’individualisme. — Paris, [s.n.], 1898.
- Études russes et européennes. — Paris: Calmann-Lévy[фр.], 1897.
- Israël chez les nations. — Paris, Calmann-Lévy[фр.], 1893.
- L’Empire des tsars et les Russes. — Paris: Hachette, 1881—1889. ISBN 9782221065976
- La France, la Russie et l’Europe. — Paris: Calmann-Lévy[фр.], 1888.
- La France. — Paris: Calmann-Lévy[фр.], 1888.
- La Liberté d’enseignement. — Paris: Comité de défense et de progrès social, 1890.
- La Papauté, le socialisme et la démocratie. — Paris: Calmann-Lévy[фр.], 1892.
- La Patrie française et l’internationalisme. — Paris: Comité de défense et de progrès social, 1897.
- La Révolution et le libéralisme. — Paris: Hachette, 1890.
- La Russie et la crise russe. — Rouen: Société normande de Géographie[фр.], 1907.
- L’Antisémitisme. — Paris: Calmann-Lévy[фр.], 1897
- Le Pays et les habitants. — Paris, 1890.
- Les Arméniens et la question arménienne. — Paris: Clamaron-Graff, 1896.
- Les Catholiques libéraux; l’Église et le libéralisme de 1830 à nos jours. — Paris: E. Plon, Nourrit[фр.], 1885.
- Les Doctrines de haine, l’antisémitisme, l’antiprotestantisme, l’anticléricalisme. — Paris: Calmann-Lévy[фр.], 1902.
- Les Immigrants juifs et le judaïsme aux États-Unis. — Paris: Librairie nouvelle, 1905.
- Questions d’Autriche-Hongrie et question d’Orient. — Paris: Plon-Nourrit[фр.], 1903.
- Un Empereur — un roi — un pape — une restauration. — Paris: Charpentier, 1879.
- Un Homme d’État russe (Nicolas Milutine) d’après sa correspondance inédite ; étude sur la Russie et la Pologne pendant le règne d’Alexandre II (1855—1872). — Paris: Hachette, 1884.

переводы на русский язык
- Леруа-Больё А … Колонизация у новейших народов. — СПб.: ред. журн. «Всемирный путешественник», 1877. — VIII, 526, II с.
- Леруа-Больё А. Евреи и антисемитизм. [Les juifs et l’antisémitisme] / [Соч.] Анатолия Леруа-Болье, чл. Фр. акад.; Пер. Э. К. Ватсона и Р. И. Сементковского. — СПб.: типо-лит. А. Е. Ландау, 1894. — [2], VIII, 3-328 с.
- Леруа-Больё А. … Антисемитизм [L’antisemitisme]: Речь, произнесённая в Католическом институте 27 февр. 1897 / Анатоль Леруа-Болье, гроф. Фр. ин-та; Пер. с фр. И. Сорина. — СПб.: «Центр.» типо-лит. М. Я. Минкова, 1898. — 71 с.
- Леруа-Больё А. Власть денег = (La rėgne de l’argent) / Пер. Р. И. Сементковского. — СПб.: типо-лит. А. Е. Ландау, 1900. — 366, [1] с.
- Леруа-Больё А. Антисемитизм. — Киев, 1906.
- Леруа-Больё А. Христианство и демократия. Христианство и социализм. — СПб., 1906; Пгд. 1917.
- Леруа-Больё А. Христианство и демократия. Христианство и социализм / Проф. Анатоль Леруа-Болье; Пер. с фр. С. Троицкого. — Пг.: Изд. сов. при Свят. синоде, 1917. — 24 с.
- Русский государственный деятель Николай Милютин. Исследование о России и Польше времен царствования Александра II (1855—1872) / Пер. с франц. М. Щербины. Научный редактор Сергей Васильев. — СПб.: Библиороссика, 2025. — 286 с.

### Статьи
- Leroy-Beaulieu A. Pour les Russes: le chemin de la paix // Revue, 15.01.1905.
- Leroy-Beaulieu A. Les causes de l’agitation en Russie // Revue politique et litteraire («Revue bleu»), 11.02.1905.
- Leroy-Beaulieu A. Entre la guerre et les bombes // Revue politique et litteraire («Revue bleu»), 04.03.1905.
- Leroy-Beaulieu A. En Russie: la Douma, la revolution russe // Revue politique et litteraire («Revue bleu»), 14.06.1906, 21.06.1906
- Leroy-Beaulieu A. La Russie et Europe // Les Questions actuelles de politique etrangere. — P., 1907.
- Leroy-Beaulieu A. Preface // Dmowski R. La Question polonaise. — P., 1909.
- Leroy-Beaulieu A. Preface // Chasles P. Le Parlement russe. Son organisation. Ses rapports avec l empereur. — Р., 1910.

переводы на русский язык
- Леруа-Больё А. Антисемитизм: [С предисл. авт., напис. для настоящего пер.] / Пер. с фр. (с разреш. авт.), dr. phil. Игн. Рон; Анатоль Леруа-Больё, чл. Фр. ин-та. — К.: тип. И. И. Чоколова, 1906. — 53, [2] с.; 20. — (Общественно-экономическая библиотека «Труд и знание» № 4).